# Google Play Ігри
Google Play Ігри (англ. Google Play Games) — це ігровий онлайн-сервіс від компанії Google для операційної системи Android. Його функціями є можливість мультиплеєру у реальному часі, збереження ігрового процесу у хмарному сховищі, список лідерів/досягнень та рейтинг гравців у певній грі. Сервіс також дозволяє розробникам включати певні функції у свої ігри без розробки тих самих функцій. Google Play Ігри був запроваджений на Google I/O у 2013 році. З 2015 року тисячі ігор, опублікованих через Google Play, підтримують цей сервіс.

## Історія
Сервіс Google Play Games був представлений на Google I/O 2013, а 24 липня 2013 року був запущений його автономний мобільний додаток для Android. Ендрю Вебстер з The Verge порівняв Google Play Games з Game Center, аналогічною ігровою мережею для користувачів власної операційної системи iOS від Apple Inc..
Розробники сервісу згодом розширювали його функціонал: у 2015 році було додано функцію запису екрана, в 2016 — користувацькі ідентифікатори гравців, в 2017 — вбудовані ігри, 2018 — вкладка для пошуку ігор.
16 вересня 2019 року Google оголосив про зупинення підтримки покрокових мультиплеєрів та мультиплеєрів у реальному часі. Цілком підтримка цих функцій API закінчилася 31 березня 2020 року.
У 2021 році Google оголосив, що сервіс буде доступний у Microsoft Windows, одночасно представивши новий логотип.